# کیشیچیرو آکورا
کیشیچیرو آکورا (انگلیسی: Kishichiro Okura; ۱۶ ژوئن ۱۸۸۲ – ۲ فوریهٔ ۱۹۶۳) راننده خودروی مسابقه‌ای، کارآفرین و سیاستمدار اهل ژاپن بود، که در سال ۱۹۵۸ شرکت آکورا هتلز را تأسیس کرد.